# Studencki Komitet Solidarności we Wrocławiu
Studencki Komitet Solidarności (SKS) we Wrocławiu - opozycyjna organizacja studencka działająca w drugiej połowie lat 70. XX w., powiązana wspólnotą celów ze Studenckimi Komitetami Solidarności powstałymi w 1977 w Krakowie, Poznaniu, Gdańsku i Warszawie, obok krakowskiej najaktywniejsza w Polsce. Przestała faktycznie działać w sierpniu 1980, a jej członkowie włączyli się w działalność NSZZ „Solidarność” i NZS.

## Historia

### Geneza

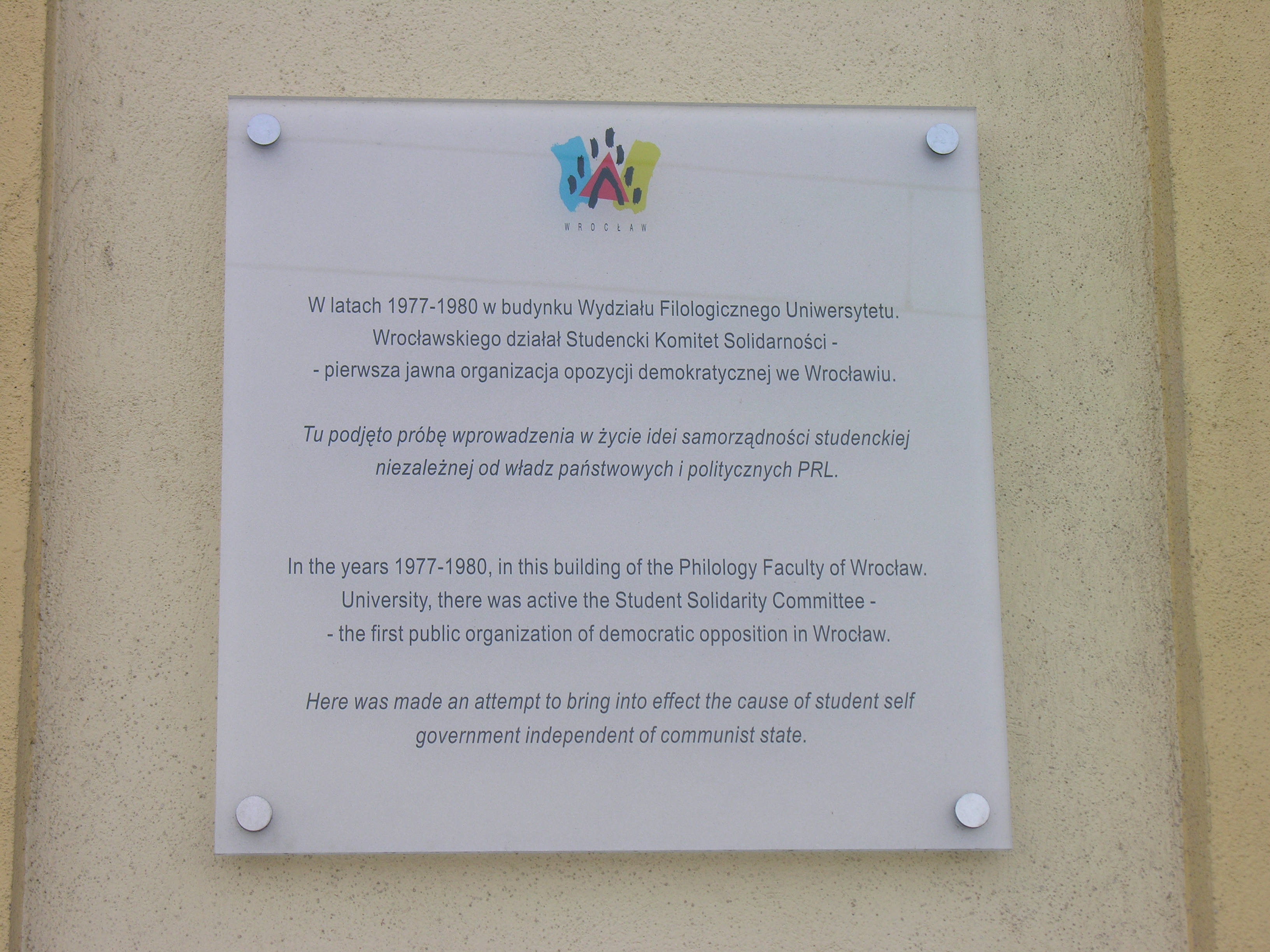
Wrocław, ul. Grodzka 12, tablica upamiętniająca Studencki Komitet Solidarności

Inspiracją dla powstania SKS we Wrocławiu było powstanie w maju 1977 w Krakowie pierwszego Studenckiego Komitetu Solidarności oraz działalność Komitetu Samoobrony Społecznej „KOR”. Powstanie Komitetu ogłoszono w dniu 14 grudnia 1977 z inicjatywy studentów Wydziału Filologicznego i Wydziału Matematyczno-Fizyczno-Chemicznego Uniwersytetu Wrocławskiego oraz Politechniki Wrocławskiej. Odpowiedni komunikat podpisali Marek Adamkiewicz, Jerzy Filak, Jarosław Klimek, Marek Rospond, Stanisław Siekanowicz, Juliusz Szymczak i Marek Zybura. Członkowie SKS wskazywali na konieczność stworzenia niezależnego ruchu studenckiego, postulowali wolność edukacji i badań naukowych od ingerencji politycznych.

### Formy działalności
Od stycznia 1978 na uczelniach wrocławskich działały tzw. lotne punkty informacyjne, w których kolportowano wydawnictwa podziemne i dokumenty KSS "KOR".  Ostatecznie trwałą aktywność utrzymał punkt prowadzony przez Leszka Budrewicza i Wojciecha Gruszczyńskiego na Wydziale Filologicznym Uniwersytetu Wrocławskiego, w którym dyżurowano codziennie w godz. 13-15. Najbardziej aktywni pozostawali studenci Uniwersytetu, w mniejszym stopniu Politechniki, Akademii Ekonomicznej i Medycznej. Pierwszą akcją SKS było zbieranie podpisów pod listem protestacyjnym w obronie represjonowanych sygnatariuszy listu protestacyjnego w obronie prześladowanych w tzw. wydarzeniach radomskich. Ostatecznie list ten podpisało 215 studentów. SKS wspierał organizacyjnie przygotowanie wykładów Towarzystwa Kursów Naukowych we Wrocławiu, kolportował dokumenty KSS "KOR", prowadził akcję przeciwko istnieniu zbioru książek zastrzeżonych z powodów politycznych (tzw. R.E.S) w Bibliotece Uniwersyteckiej we Wrocławiu, prowadził bibliotekę wydawnictw niezależnych (odpowiedzialni Jerzy Ochman, a następnie Renata Otolińska), w kwietniu 1978 podjął nieudaną próbę stworzenia samorządu studenckiego niezależnego od SZSP. Od stycznia 1978 wydawał biuletyn "Podaj dalej", od połowy 1979 "Akademickie Pismo Informacyjne". 

### Ludzie SKS
Członkostwo w SKS nie było sformalizowane, a jego oświadczenia sygnowali działający jawnie rzecznicy, których nazwiska i adresy były publikowane pod treścią dokumentów. Działaczami SKS we Wrocławiu byli poza sygnatariuszami oświadczenia o założeniu Komitetu m.in.  Leszek Budrewicz (rzecznik SKS od stycznia 1978 w miejsce Marka Zybury), Krzysztof Grzelczyk (rzecznik SKS od marca 1978), Helena Gleichgewicht (rzecznik SKS od października 1978), Jacek Malec (rzecznik SKS od października 1978), Mariusz Wilk, Marek Burak, Piotr Starzyński, Jarosław Broda, Aleksander Gleichgewicht, Sławomir Najnigier, Adam Lipiński, Aleksandra Natalli-Świat, Jerzy Ochman, Renata Otolińska, Jan Sobczyk, Danuta Stołecka, Stanisław Huskowski, Roman Kołakowski, Wiktor Grotowicz, Zenon Pałka, Krzysztof Turkowski, Jacek Leśków, Andrzej Kiełczewski, Beata Szczepanik, Elżbieta Tarka-Zielińska, Mirosław Spychalski, Cezary Buśko, Joanna Szlachta, Ludwik Werle, Waldemar Fydrych.
Studentów wspierali niektórzy starsi pracownicy naukowi m.in. Czesław Hernas, Mirosława Chamcówna, Tadeusz Zipser, Bolesław Gleichgewicht, Roman Duda, Mieczysław Zlat, Stanisław Hartman.

### Represje
Władze PRL stosowały wobec członków SKS zatrzymania na 48 godzin, stosowały sankcje karne przewidziane prawem o wykroczeniach, starały się uniemożliwić spotkania w mieszkaniach prywatnych, infiltrowały środowisko SKS z pomocą agentury, starając się je zdezintegrować. Władze uczelni wyższych wywierały presję na studentów w celu zaniechania przez nich działalności, a w przypadku Marka Adamkiewicza, Marka Rosponda, Heleny Gleichgewicht, Wojciecha Żurakowskiego doprowadziły do skreślenia ich z listy studentów.